# TYC 9486-927-1
Désignations
TYC 9486-927-1 (aussi connue comme 2MASS J21252752−8138278 et FT Octantis) est une étoile située à une distance de 34,45 ± 0,05 pc (∼112 al) de la Terre, dans la direction de la constellation australe de l'Octant. Il s'agit d'une naine rouge de type spectral M1V. C'est une étoile variable de type BY Draconis.
L'étoile serait l'objet primaire d'un système planétaire ayant pour objet secondaire 2MASS J21265040−8140293. Cet objet substellaire, considéré comme une naine brune de type L, pourrait être une planète géante. Si l'hypothèse était confirmée, ce système serait le plus étendu des systèmes planétaires connus en janvier 2016.

## 2MASS J21265040−8140293
2MASS J21265040−8140293 reste un objet peu connu. Avec une masse de 11,6 à 15 masses joviennes, il pourrait s'agir d'une étoile,, d'une naine brune, ou une planète géante.

### TYC 9486-927-1
- (en) TYC 9486-927-1 sur la base de données Simbad du Centre de données astronomiques de Strasbourg.
- (en) ASAS J212528-8138.5 sur la base de données de l'American Association of Variable Star Observers.

### 2MASS J21265040-8140293
- (en) 2MASS J21265040-8140293 sur la base de données Simbad du Centre de données astronomiques de Strasbourg.
- (en) JMASS J2126-8140 sur L'Encyclopédie des planètes extrasolaires de l'Observatoire de Paris.